# مارگارت مورتون
مارگارت مورتون (انگلیسی: Margaret Morton؛ زادهٔ ۲۹ ژانویهٔ ۱۹۶۸) ورزشکار کرلینگ اهل بریتانیا است.